# Lagărul de concentrare Ravensbrück
Ravensbrück (pronunțat [ʁaːvənsˈbʁʏk]) a fost un lagăr de concentrare german exclusiv pentru femei din 1939 până în 1945, situat în nordul Germaniei, la o distanță de 90 km nord de Berlin, în apropierea satului Ravensbrück (parte din Fürstenberg/Havel). Cel mai mare grup național consta din 40.000 de femei poloneze. Alții au inclus 26.000 de evreice din diferite țări: 18.800 de rusoaice, 8.000 de franțuzoaice și 1.000 de olandeze. Mai mult de 80% erau prizoniere politic. Multe deținute erau angajate de Siemens & Halske. Din 1942 până în 1945 au fost efectuate experimente medicale pentru a testa eficacitatea sulfonamidelor.
În primăvara anului 1941, SS a înființat o mică tabără adiacentă pentru deținuții de sex masculin, care au construit și au condus camerele de gaze ale taberei în 1944. Din aproximativ 130.000 de prizoniere trecute prin tabăra Ravensbrück, aproximativ 50.000 au pierit, aproximativ 2.200 au fost ucise în camerele de gazare și 15.000 au supraviețuit până la eliberare.

## Legături externe
- Medical Experiments Conducted on Polish Inmates
- Ravensbrück Women's Concentration Camp from Holocaust Survivors and Remembrance Project: "Forget You Not"
- Homepage Memorial Ravensbrück
- Site created in conjunction with a group of Dutch survivors from the camp Arhivat în 8 martie 2021, la Wayback Machine.
- United States Holocaust Memorial Museum Encyclopedia entry
- Voices from Ravensbrück – a unique collection of sources from the survivors of Ravensbrück
- Collection of testimonies concerning KL Ravensbrück in "Chronicles of Terror" testimony database
- Catalog of Pins and Medals Commemorating  Ravensbrück Concentration Camp
- Project Siemens@Ravensbrück